# Russian Optical Trans-Arctic Cable System

Russian Optical Trans-Arctic Cable System (kurz ROTACS) war ein geplantes Seekabel, das das Vereinigte Königreich, Russland und Japan miteinander verbinden sollte. Es sollte Ende 2016 in Betrieb genommen werden.
Das 16.000 km lange Kabel sollte dabei vom Vereinigten Königreich aus durch den Arktischen Ozean nördlich von Skandinavien und Russland nach Japan verlaufen.

## Landepunkte
- Filey, Vereinigtes Königreich
- Terberka, Russland
- Anadyr, Russland
- Wladiwostok, Russland
- Emi, Japan